# Amtsgericht Neunkirchen

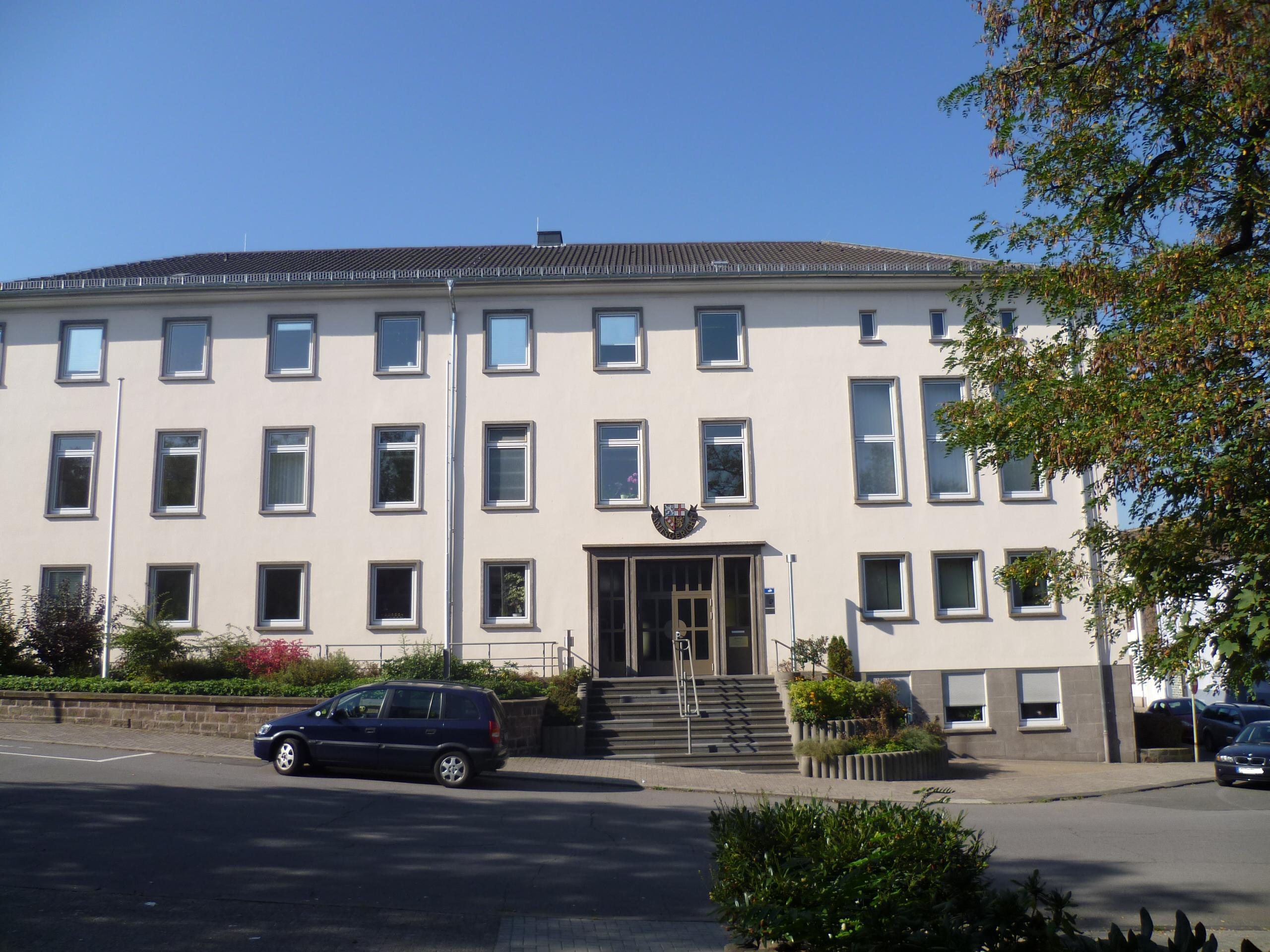
Amtsgericht Neunkirchen

Das Amtsgericht Neunkirchen ist ein deutsches Gericht der ordentlichen Gerichtsbarkeit und eines von zehn Amtsgerichten im Bezirk des Landgerichts Saarbrücken.

## Gerichtssitz und -bezirk

Lage der Amtsgerichte in den jeweiligen Gerichtsbezirken im Saarland

Das Gericht hat seinen Sitz in der Stadt Neunkirchen im Saarland.
Der Gerichtsbezirk umfasst das Gebiet der Stadt Neunkirchen und das der Gemeinde Spiesen-Elversberg. Damit ist der Bezirk etwa 87 km2 groß. In ihm leben ca. 60.000 Einwohner (Stand 30. September 2017).

## Gerichtsgebäude
Das Gerichtsgebäude befindet sich in der Knappschaftsstraße 16 in Neunkirchen. 

## Übergeordnete Gerichte
Dem Amtsgericht Neunkirchen ist das Landgericht Saarbrücken übergeordnet. Zuständiges Oberlandesgericht ist das Saarländische Oberlandesgericht, ebenfalls mit Sitz in Saarbrücken.